# Weststadt (Tübingen)
Die Weststadt ist ein Stadtteil der Universitätsstadt Tübingen. Er liegt westlich der Innenstadt und umfasst das westliche Ammertal sowie Teile des Schlossbergs und das Neckartal südlich davon.

## Lage
Die östliche Grenze zu den Stadtteilen Universität und Zentrum verläuft vom Steinenberg über die Grafenhalde zur Herrenberger Straße und westlich des Schlosses zur B 296. Im Süden grenzt der Bezirk mit der Europastraße an Derendingen. Im Westen verläuft die Grenze zu Hirschau am Landgraben und östlichen Spitzberg und zu Unterjesingen westlich des Ammerhofs und am Himbach. Im Norden wird am Weilersbach der Stadtteil Hagelloch tangiert.

## Sehenswürdigkeiten

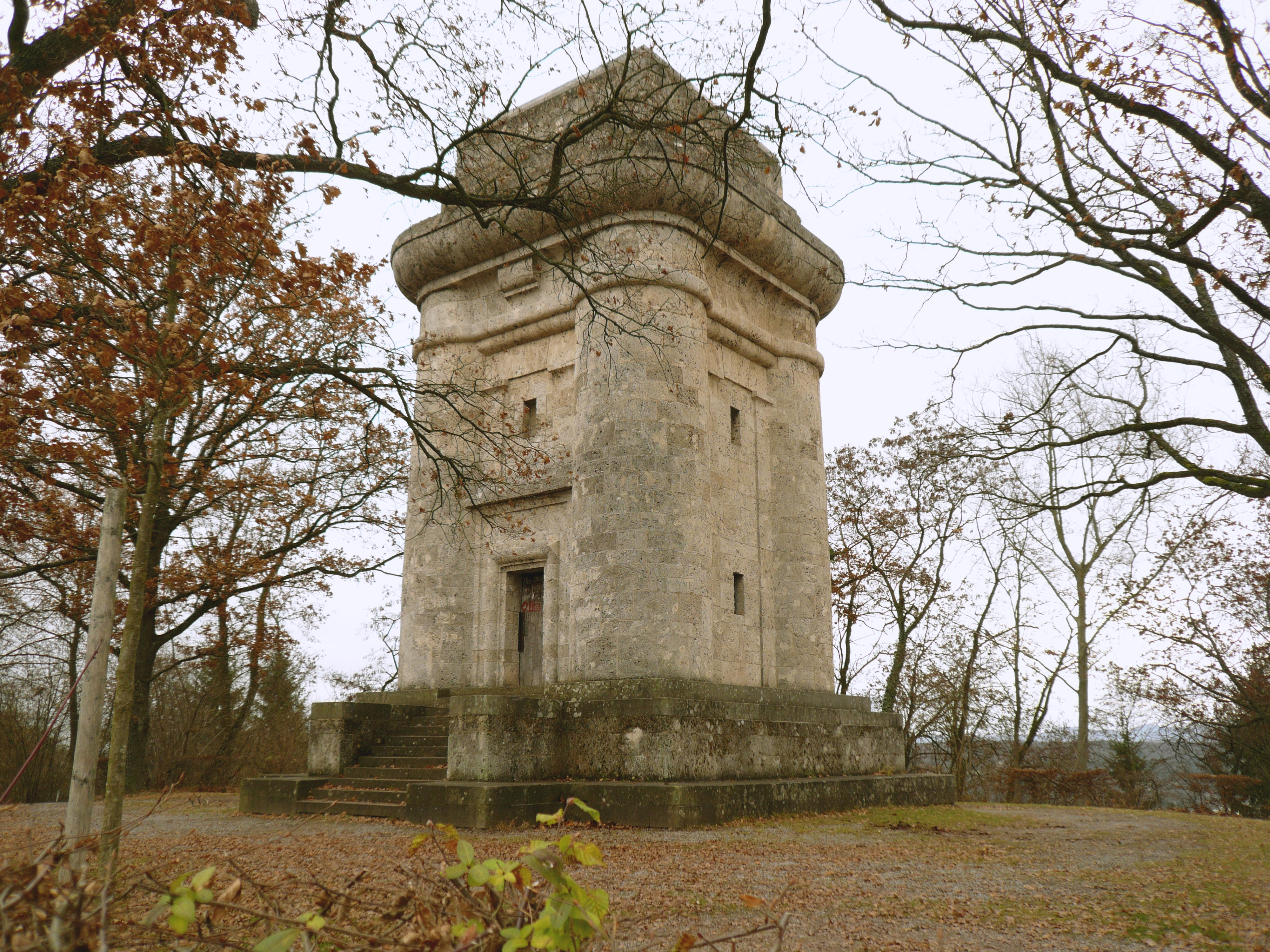
Der Bismarckturm in Tübingen

- Zwischen dem Wildermuth-Gymnasium und den Sportanlagen des SV 03 Tübingen befindet sich die älteste Baumanlage Tübingens: die Lindenallee.
- Als bedeutendes Bauwerk steht am Lichtenberger Weg der Bismarckturm, der 1907 errichtet und im Jahr 2000 nach umfangreicher Renovierung wieder eröffnet wurde.

## Besonderheiten
Den südlichen Teil der Weststadt bilden das Festplatz- und Messegelände, die Sportanlagen des SV 03 Tübingen, die Multifunktionshalle Paul Horn-Arena sowie das Freibad von Tübingen.